# 张庆文
张庆文（1956年2月—），四川人，中华人民共和国政治人物。
1976年12月，任四川乐山客车厂子弟校教师；1978年3月，就读于成都中医学院医学系。1982年9月至1998年4月，任成都中医药大学妇科教研室讲师、副教授。1998年4月，担任成都中医药大学教授、大学教务处处长。